# Dlouhý pochod 2F
Dlouhý pochod 2F (CZ-2F, LM-2F, čínsky pchin-jinem Chángzhēng èrhào F huǒjiàn, znaky zjednodušené 长征二号F火箭), také známý jako Šen-ťien (čínsky pchin-jinem Shénjiàn, znaky 神箭, „Božský šíp“) je čínská nosná raketa patřící do rodiny raket Dlouhý pochod primárně určená pro lety lodi Šen-čou s posádkou.
Je to raketa upravená pro větší bezpečnost letů s posádkou odvozená od Dlouhého pochodu 2E, který byl dále odvozen od Dlouhého pochodu 2C. Je vypouštěna z komplexu SLS z kosmodromu Ťiou-čchüan. První let proběhl 19. listopadu 1999 s lodí Šen-čou 1. Po třetím letu s Šen-čou 3 pojmenoval tehdejší prezident Ťiang Ce-min raketu Šen-ťien, což znamená Božský šíp.
Dne 15. září 2003 dopravila tato raketa na orbitu Země prvního čínského tchajkonauta v lodi Šen-čou 5. Od té doby vypustila na oběžnou dráhu ještě lodě Šen-čou 6, Šen-čou 7, Šen-čou 9 a Šen-čou 10, poslední roku 2013.

## Rozdíly oproti Dlouhému pochodu 2E
Zvnějšku se raketa velmi podobá Dlouhému pochodu 2E, od kterého byla odvozena. Většina změn se týká zdvojených či ztrojených systémů pro zvýšení bezpečnosti, avšak byly provedeny některé úpravy struktury umožňující raketě používat těžší kryt používaný na lodi Šen-čou. Raketa je také schopna vynést těžší náklady s pomocí pomocných motorů na prvním stupni.
Raketa má také systém pokročilého monitorování chyb a diagnostiky, který umožňuje tchajkonautům uniknout v případě nebezpečí, a je první čínskou raketou, která se skládá a je dopravena na odpalovací rampu svisle.

## Problémy s vibracemi
Během letu Šen-čou 5 si tchajkonaut Jang Li-wej stěžoval na velké vibrace rakety. Ačkoliv byly problémy z větší části odstraněny úpravami, byly vibrace znovu zaznamenány během letu Šen-čou 6 vyžadujíce si tak další změny.

## Přehled letů
| Let číslo | Datum startu UTC            | Startovací rampa        | Náklad                        | Posádka                                       | Výsledek |
| --------- | --------------------------- | ----------------------- | ----------------------------- | --------------------------------------------- | -------- |
| 1         | 19. listopadu 1999 22:30    | Ťiou-čchüan, LA-4/SLS-1 | Šen-čou 1                     | —                                             | Úspěch   |
| 2         | 9. ledna 2001 17:00         | Ťiou-čchüan, LA-4/SLS-1 | Šen-čou 2                     | —                                             | Úspěch   |
| 3         | 25. března 2002 14:15       | Ťiou-čchüan, LA-4/SLS-1 | Šen-čou 3                     | —                                             | Úspěch   |
| 4         | 29. prosince 2002 16:40     | Ťiou-čchüan, LA-4/SLS-1 | Šen-čou 4                     | —                                             | Úspěch   |
| 5         | 15. října 2003 01:00        | Ťiou-čchüan, LA-4/SLS-1 | Šen-čou 5                     | Jang Li-wei                                   | Úspěch   |
| 6         | 12. října 2003 01:00        | Ťiou-čchüan, LA-4/SLS-1 | Šen-čou 6                     | Fej Ťün-lung Nie Chaj-šeng                    | Úspěch   |
| 7         | 25. září 2008 13:10         | Ťiou-čchüan, LA-4/SLS-1 | Šen-čou 7                     | Čaj Č’-kang Liou Po-ming Ťing Chaj-pcheng     | Úspěch   |
| 8         | 29. září 2011 13:16         | Ťiou-čchüan, LA-4/SLS-1 | Tchien-kung 1                 | —                                             | Úspěch   |
| 9         | 31. října 2011 21:58        | Ťiou-čchüan, LA-4/SLS-1 | Šen-čou 8                     | —                                             | Úspěch   |
| 10        | 16. června 2012 10:37       | Ťiou-čchüan, LA-4/SLS-1 | Šen-čou 9                     | Ťing Chaj-pcheng Liou Wang Liou Jang          | Úspěch   |
| 11        | 11. června 2013 09:38       | Ťiou-čchüan, LA-4/SLS-1 | Šen-čou 10                    | Nie Chaj-šeng Čang Siao-kuang Wang Ja-pching  | Úspěch   |
| 12        | 15. září 2016 14:04         | Ťiou-čchüan, LA-4/SLS-1 | Tchien-kung 2                 | —                                             | Úspěch   |
| 13        | 16. října 2016 23:30        | Ťiou-čchüan, LA-4/SLS-1 | Šen-čou 11                    | Ťing Chaj-pcheng Čchen Tung                   | Úspěch   |
| 14        | 4. září 2020 07:30          | Ťiou-čchüan, LA-4/SLS-1 | Experimentální miniraketoplán | —                                             | Úspěch   |
| 15        | 17. června 2021 01:22:31    | Ťiou-čchüan, LA-4/SLS-1 | Šen-čou 12                    | Nie Chaj-šeng Liou Po-ming Tchang Chung-po    | Úspěch   |
| 16        | 15. října 2021 16:23:56     | Ťiou-čchüan, LA-4/SLS-1 | Šen-čou 13                    | Čaj Č’-kang Wang Ja-pching Jie Kuang-fu       | Úspěch   |
| 17        | 5. června 2022 02:44:10     | Ťiou-čchüan, LA-4/SLS-1 | Šen-čou 14                    | Čchen Tung Liou Jang Cchaj Sü-če              | Úspěch   |
| 18        | 4. srpna 2022 16:00         | Ťiou-čchüan, LA-4/SLS-1 | Experimentální miniraketoplán | —                                             | Úspěch   |
| 19        | 29. listopadu 2022 15:08:17 | Ťiou-čchüan, LA-4/SLS-1 | Šen-čou 15                    | Fej Ťün-lung Teng Čching-ming Čang Lu         | Úspěch   |
| 20        | 30. května 2023 01:31:13    | Ťiou-čchüan, LA-4/SLS-1 | Šen-čou 16                    | Ťing Chaj-pcheng Ču Jang-ču Kuej Chaj-čchao   | Úspěch   |
| 21        | 26. října 2023 03:14:02     | Ťiou-čchüan, LA-4/SLS-1 | Šen-čou 17                    | Tchang Chung-po Tchang Šeng-ťie Ťiang Sin-lin | Úspěch   |
| 22        | 14. prosince 2023 14:12     | Ťiou-čchüan, LA-4/SLS-1 | Experimentální miniraketoplán | —                                             | Úspěch   |
| 23        | 25. dubna 2024 12:58:57     | Ťiou-čchüan, LA-4/SLS-1 | Šen-čou 18                    | Jie Kuang-fu Li Cchung Li Kuang-su            | Úspěch   |
| 24        | 29. října 2024 20:27:34     | Ťiou-čchüan, LA-4/SLS-1 | Šen-čou 19                    | Cchaj Sü-če Sung Ling-tung Wang Chao-ce       | Úspěch   |
| 25        | 29. duben 2025 09:17:114    | Ťiou-čchüan, LA-4/SLS-1 | Šen-čou 20                    | Čchen Tung Čchen Čung-žuej Wang Ťie           | Úspěch   |